# 비스트마스터 2
《비스트마스터 2》(Beastmaster 2: Through The Portal Of Time)는 미국에서 제작된 실비오 타베 감독의 1991년 판타지, 액션, 모험 영화이다. 1982년 영화 비스트마스터의 후속작이다. 마크 싱어 등이 주연으로 출연하였고 실비오 타베 등이 제작에 참여하였다.

## 출연

### 주연
- 마크 싱어
- 윙스 하우저
- 사라 더글러스

### 조연
- 캐리 우러
- 제임스 아베리
- 로버트 필드스틸
- 로버트 자르
- 찰스 하이먼

## 기타
- 라인프로듀서: 제롤드 W. 램버트
- 의상: 베티 페카 매든